# Edizioni Larus
Edizioni Larus è una casa editrice italiana fondata nel 1978 da Giovanni Maggi, titolare anche dei marchi Janus, Capitol e GMG. Dal 2015 appartiene alla casa editrice Bomore.

## Storia
Edizioni Larus nasce nel 1978 come casa editrice specializzata per l'infanzia fondata da Giovanni Maggi.
Negli anni novanta Edizioni Larus si contraddistingue nelle pubblicazioni per l'infanzia e acquisisce le case editrici Capitol Bologna dei fratelli Malipiero e Janus Bergamo di Nicolini, nota per la collana "Le Roselline" illustrata da Rosella Banzi Monti.
Dal 1995 pubblica le collane di libri illustrati "I libri del bebè", "Mamma guarda", "Il tuo primo libro", introducendo in Italia i libri in gomma spugna. Le sue enciclopedie illustrate più note sono "Alla scoperta del mondo" e "La prima enciclopedia".
Oltre all'editoria per l'infanzia e alla parascolastica, pubblica autori per adulti come Antonio Di Pietro, Salvatore Fiume, Marta Marzotto, Vittorio Sgarbi.
Nel 2006 acquista il controllo di De Vecchi Editore S.p.A., congiuntamente al gruppo editoriale francese Albin Michel, per poi cederlo nel 2009 a Giunti.

## Il marchio editoriale
Il marchio editoriale è rappresentato da due "elle" rovesciate che rievocano il vecchio simbolo costituito da un gabbiano e si richiama al significato latino del nome stesso della casa editrice, "Larus".

## Collane di libri illustrati
- Collana Geonatura - 2002[11]
  - “Gli animali delle praterie e dei deserti dell’America del Nord”
  - “Gli animali dell’Asia del centro-sud”
  - “Gli animali delle isole e dei mari tropicali”
  - “Gli animali dell’Asia del Sud e delle isole della Sonda”
- Conoscere la natura - 2002[11]
  - “Animali – America del Nord e del Sud”
  - “Animali – Europa e Africa”
  - “Animali – Asia, Australia e Poli"
- “Coccosteus & Co. – Paleozoico continente per continente” - 2006[11]
- “T-rex & Co. – Mesozoico continente per continente” - 2004[11]
- “Mammuth & Co. – Cenozoico continente per continente” - 2005[11]
- “Sapiens & Co. – Vita quotidiana degli uomini preistorici” - 2006[11]
- “Dodo & Co. – Viaggio nel passato” - 2008[11]

## Iniziative editoriali per adulti
Per Edizioni Larus si contano diverse collaborazioni con personaggi della politica e dello spettacolo. Le principali:
- 1993 - Vittorio Sgarbi - Lo Sgarbino. Dizionario di Lingua Italiana[12][13]
- 1994 - Marta Marzotto - Ditelo con i fiori
- 1994 - Antonio Di Pietro - Diritti e doveri (con presentazione di Francesco Cossiga)[14][15]
- 1994 - Alessandro Meluzzi - Ulisse e il Monaco Zen
- 1995 - Marco Balestri - Il bestio e la bestia[16]
- 1995 - Salvatore Fiume - Che storie son queste
- 1995 - Pino Agnetti - Mogadiscio, Italia
- 1995 - Gianni Calloni - Dizionario degli atti illeciti e codice penale
- 1995 - Federico Orlando - Il sabato andavamo ad Arcore[17][18]
- 1996 - Giuseppe Turani - L'Italia spaccata
- 1996 - Luigi Bacialli - Un italiano in Italia (con prefazione di Indro Montanelli)
- 1996 - Stefania Ariosto - La gazzella e il leone
- 1996 - Valerio Merola - Diavolo di un angelo[19]
- 1996 - Everardo Dalla Noce - Ti ricordi la Corbeille?
- 1996 - Roberto Maggi - La verità di Di Pietro (con prefazione di Giorgio Bocca)
- 1997 - Luigi Bacialli - Di suocera non ce n'è una sola
- 1997 - Giorgio Milesi - La mia Inghilterra (con commento di Beppe Severgnini)
- 1997 - Gianni Calloni - Tonja Gromeko, La moglie del dottor Zivago (con prefazione di Michail Gorbaciov)[20]

## Produzioni teatrali
- 2003 -  “Pinocchio - Il Grande Musical” (in coproduzione con la Compagnia della Rancia)[21]